# Estadio Olímpico Félix Sánchez
Das Estadio Olímpico Félix Sánchez ist ein Fußballstadion mit Leichtathletikanlage in Santo Domingo, Hauptstadt der Dominikanischen Republik. 

## Geschichte
Das damalige Estadio Olímpico Juan Pablo Duarte wurde anlässlich der  12. Zentralamerika- und Karibikspiele 1974 errichtet. Die Anlage ist Teil eines von 1966 bis 1974 erbauten Sportkomplexes namens Centro Olímpico Juan Pablo Duarte. 
Die Sportstätte wird hauptsächlich für die Spiele der Fußballnationalmannschaft der Dominikanischen Republik sowie der ortsansässigen Fußballvereine Club Barcelona Atlético und dem FC Bauger genutzt. Des Weiteren dient es für Leichtathletikwettbewerbe und Konzerte. Die Kapazität beträgt bei Sportveranstaltungen 27.000 Zuschauer, bis zu 35.000 waren jedoch bislang zuweilen im Stadion. Zu Konzerten sind 60.000 Zuschauer möglich.
Bei den XIV. Panamerikanischen Spiele 2003 wurden hier Leichtathletikwettkämpfe und Fußballspiele ausgetragen.
Das ehemalige Estadio Olímpico Juan Pablo Duarte wurde 2004 umbenannt. Es trägt seinen heutigen Namen nach Félix Sánchez, dem 400-Meter-Hürden-Olympiasieger von 2004 und 2012.

## Centro Olímpico Juan Pablo Duarte
Der Komplex besitzt 18 größere Sportstätten. Mit 20 Mio. DOP Baukosten (1974), umfasst er heute neben dem Stadion u. a. eine Leichtathletikanlage, eine Mehrzweck-Sporthalle, ein Schwimmstadion, eine Radrennbahn, Soft- und Baseballplätze, zwei Volleyballhallen, eine Judohalle und eine Tennisanlage auf einer Fläche von über 722.000 Quadratmetern. 
Für die  Panamerikanischen Spiele 2003 wurde die Anlage für 449,7 Mio. DOP (ca. 9 Millionen Euro) renoviert und erweitert.